# Stolte István
Stolte István (Teljes nevén: Stolte István Miklós, külföldön: Stefan C. Stolte; álnevei: Szekeres István, Zoltán Gábor;, Farkas György mozgalmi álneve: Schmidt; Nyíregyháza, 1910. november 15. – München, 1991. április 7.) Tanár, irodalomtörténész, újságíró, író. A Rajk-per egyik koronatanúja majd vádlottja.

## Élete
Német bevándorló családból származott. Apja, Stolte Lénárd (Soós Lénárd) négyszer nősült, és így Stolte Istvánnak, a legidősebb gyereknek hét féltestvére volt.
Szülei válását követően édesanyjával Szombathelyre költöztek, s a szombathelyi Premontrei Gimnáziumba járt. Szász Béla osztálytársa volt. 1928-ban érettségizett. Ezt követően egy évet töltött Párizsban a Sorbonne-on.
1929-től a Pázmány Péter Tudományegyetem magyar-francia szakos hallgatója és Eötvös kollégista lett. A kommunista diákmozgalom egyik vezetője volt. Az illegális KIMSZ-be Rajk László volt az ajánlója.
1930. januárjától a Virradat egyik szerkesztője Stodolni Antal és Jankovich Ferenc mellett.
1932-ben letartóztatását követően államellenes tevékenysége miatt kizárták a Kollégiumból, majd az egyetemről is eltávolították.
Négy hónapos fogházbüntetésének letöltését követően 1932 után a kihallgatások során tanúsított gyáva magatartása miatt kizárták a mozgalomból. Stolte szerint viszont csak már őrizetben lévőkre tett terhelő vallomást, és több olyan ember is elkerülte a politikai rendőrség figyelmét, akikről illetve tevékenységükről ő nyilvánvalóan tudott.
Ekkoriban került kapcsolatba Papp-Koleszár Bertalannal és más trockistákkal. Egy tüntetés kapcsán újból letartóztatták, és a későbbi vádak szerint (a Rajk-pertől független források szerint is) ettől kezdve 1935 végéig rendszeresen tájékoztatta Hain Pétert és a politikai rendőrséget a különféle kommunista frakciókkal kapcsolatosan, különösen a Weisshaus Aladár nevével fémjelzett szakadár csoportról, az 1934-35-ös tüntetésekről, az 1935-ös MÉMOSZ-sztrájkról, a Társadalmi Szemle és a Gondolat című folyóiratok és az illegális KMP viszonyáról.
Ezt követően 1936 után megszakította minden baloldali, munkásmozgalmi kapcsolatát, Kispestre költözött, és édesanyja nevén antikváriumot nyitott. Ebből élt 1938 augusztusáig, amikor a Pálinkafőző Kisüstösök Országos Egyesületének pénztárosává választották, majd miután ez beolvadt a Bor- és Gyümölcsszeszfőzdék Országos Egyesületébe, annak titkáraként folytatta tevékenységét 1944. november 24-i letartóztatásáig.
1939 végén belépett a Rátz Kálmán által alapított nyilas ellenpártba, a Független Magyar Szocialista Pártba, majd 1940-ben, mikor Rátz fontolgatni kezdte kapcsolatai rendezését Szálasiékkal, kilépett, és csatlakozott a szintén a szélsőjobboldal megosztását célzó Nemzeti Táborba.
1944-től vett részt az ellenállási mozgalomban. Letartóztatták, majd Sopronkőhidáról Németországba hurcolták. Perében azzal védekezett, hogy rendőrségi ügynök, aki maga buktatta volna le a teljes szervezkedést, ha nem előzik meg a hatóságok. Ez a vallomása a későbbiekben súlyosan terhelővé vált ellene, de az adatok szerint ez a vallomása nem felel meg a valóságnak. Korábban semmilyen tájékoztatást sem adott a hatóságoknak a szervezkedésről.
1945-től az amerikai, majd 1948 őszétől a magyar katonai hírszerzés ügynöke.
1948-49 között adta ki a Wasserburgi Magyar Iroda körleveleit.
1949-ben a szovjet katonai elhárítás Bécsben letartóztatta, és Magyarországra hozták a Rajk-per egyik koronatanújának.
A Rajk-ügyben a trockista vád és a besúgásra vonatkozó vádak alátámasztására használták fel. (Rajk László volt az ajánlója az illegális pártba.)
1950. november 29-én, majd jogerősen 1951-ben háborús bűntettért és kémkedésért életfogytiglani börtönre ítélték, amelyet 1955-ös perújításán 9 évre enyhítettek.
1956. november 1-én a felkelők kiszabadították a váci fegyházból. November 4-én elhagyta az országot, és az NSZK-ban telepedett le, ahol ismét az amerikaiak szolgálatába állt. Többé nem tért vissza Magyarországra.
1957-től cikkei jelentek meg különféle német és emigráns magyar lapokban.

## Ügynöki tevékenysége körüli viták
Megítélésére a 30-as évektől leginkább Rajk rendkívül negatív és széles körben hangoztatott értékítélete nyomta rá a bélyegét.
Az 1950-es évek közepének vizsgálatai azonban megállapították, hogy az 1932-es lebukások nem tőle, vagy tőle származó információk alapján kezdődtek meg. Az a védekezése, amely szerint csak már lebukottakra tett terhelő vallomást, megfelel a valóságnak.
Ugyanez áll az 1944-es lebukásokra. A szervezkedés felgöngyölítése nem tőle indult ki, és súlyosan terhelő, besúgásra vonatkozó önvallomása
ellenére úgy tűnik, menteni próbálta a szervezkedésben részt vevőket, magát a szervezkedést pedig ennek érdekében komolytalan színben feltüntetni. Nincs nyoma annak, hogy lebukásukat megelőzően akár csak részlegesen is tájékoztatta volna a szervezkedésről a hatóságokat.
1945-ben amerikai szolgálatban elsősorban a háborús bűnösök felkutatásával és kiadatásával foglalkozott. Amivel kiváltotta az ausztriai szélsőjobboldali és nyilas emigráció, elsősorban kisbarnaki Farkas Ferenc vezérezredes és Henney Árpád altábornagy heves támadásait. Nincs nyoma annak, hogy emellett Magyarország ellen is dolgozott volna.
Amennyiben Stolte állításai igazak, akkor egy olyan ember portréja rajzolódik ki, aki öntörvényű módon, pragmatikusan, ugyanakkor vehemensen küzd a saját különbejáratú, változó baloldali elvei szerint akár vállalva a hatóságokkal való együttműködést is, szélsőjobboldali ellennyilaspártokban való részvételt is a legveszélyesebbnek tartott nyilas szélsőjobboldal ellen. A legkevésbé sem törődve azzal, hogy eközben baloldali elvbarátai árulónak, besúgónak, ügynöknek, provokátornak tartják. Ami bár nem teljesen lehetetlen, eléggé szokatlan személyiségnek tűnik, s amely nem látszik összeférőnek egyéb személyiségvonásaival. Hacsak nem bízott abban, hogy egyszer napvilágra kerül egy olyan vele kapcsolatos generális információ, amely magyarázatul szolgál minden vitatható tettére.

## Regényei
(Stolte István néven jelentek meg)
- A testvér bosszút áll, Friss Újság Színes Regénytára, Budapest, 1939
- Farkas György álnéven?: A halál aranya,[10] Új Élet regénytár, Budapest, 1939

## Egyéb művei
(Stolte István Miklós néven jelentek meg.)
- Az ezeréves per - Földreform és telepítés, Politika (Kiadó), Budapest, 1934
- A jobbágyság keletkezése és a Dózsa-féle parasztforradalom, História könyvkiadó, Budapest, 1934
- Szovjetoroszország az adatok tükrében, összeállította Stolte István Miklós, szerzői magánkiadás, Budapest, 1940
- Új honfoglalás, Nemzeti Tábor Sajtóosztálya, Budapest, 1941
- A parasztok királyától a nagyságos fejedelemig - A magyar múlt külső és belső harcokban legvéresebb két évszázadának korszerű újraértékelése, Nemzeti Tábor Sajtóosztálya, Budapest, 1941
- A nyilaskeresztes agrárprogramok bírálata, Nemzeti Tábor Sajtóosztálya, Budapest, 1941?

## Az NSZK-ban
(Stefan C. Stolte néven jelentek meg.)
- Ungarn – heute : Der „Arbeiter- und Bauern-Staat” Janos Kádárs (~ Magyarország – ma: Kádár János „munkás-paraszt állama”), Internationale Arbeitsgemeinschaft, München, 1958

## Riportfilm
- Nagy Csaba: Stolte István-interjú, Magyar Televízió, 1988

## Érdekesség
- Sőtér István Fellegjárás című regényében Stolte a Vandál nevű szereplővel azonosítható.[11] (Sőtér 1931–1935 között szintén Eötvös kollégista volt.)